# 尼奥泽勒
尼奥泽勒（法語：Niozelles，法語發音：[njɔzɛl]）是法国上普罗旺斯阿尔卑斯省的一个市镇，属于福卡尔基耶区。

## 地理
尼奥泽勒（43°56'10"N, 5°50'15"E）面积10.47 平方千米，位于法国普罗旺斯-阿尔卑斯-蓝色海岸大区上普罗旺斯阿尔卑斯省，该省份为法国东南部内陆省份，北起上阿尔卑斯省，西接沃克吕兹省，西北接德龙省，南至瓦尔省，东临滨海阿尔卑斯省，东北部与意大利接壤。
与尼奥泽勒接壤的市镇（或旧市镇、城区）包括：拉布里亚讷、福卡尔基耶、吕尔、皮埃尔吕、维勒讷沃。

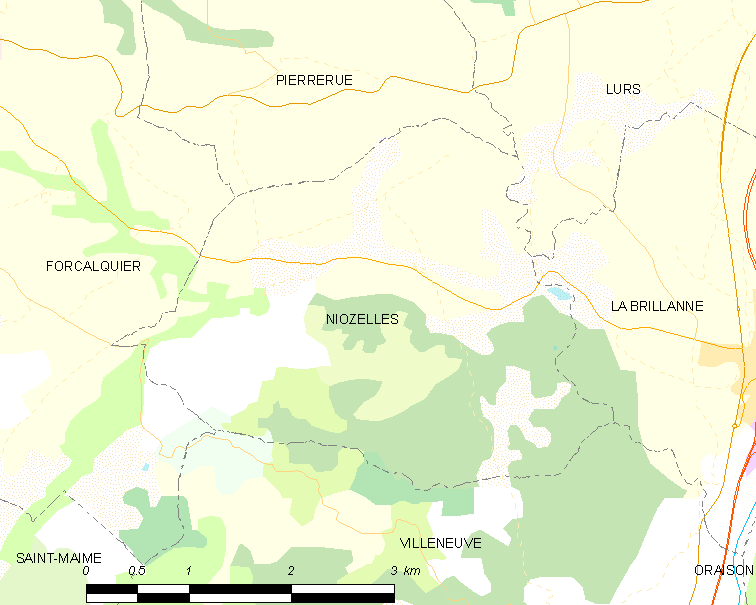
尼奥泽勒的OSM定位图

尼奥泽勒的时区为UTC+01:00、UTC+02:00（夏令时）。

## 行政
尼奥泽勒的邮政编码为04300，INSEE市镇编码为04138。

## 政治
尼奥泽勒所属的省级选区为福卡尔基耶县。

## 人口

1962-2008年间尼奥泽勒人口变化图示

尼奥泽勒于2022年1月1日时的人口数量为278人。